# Жебелёв, Сергей Александрович
Серге́й Алекса́ндрович Жебелёв (10 (22) сентября 1867, Санкт-Петербург — 28 декабря 1941, Ленинград) — российский и советский филолог-классик, специалист в области античной истории, эпиграфики, археологии. Профессор Ленинградского университета. Академик АН СССР (1927), заслуженный деятель науки РСФСР (1940) .

## Биография
Родился в купеческой семье, рано осиротел и был вынужден подрабатывать репетиторством. Окончил 2-ю Санкт-Петербургскую гимназию (1886) и историко-филологический факультет Санкт-Петербургского университета (1890), в котором его преподавателями были оказавший на него наибольшее влияние антиковед Ф. Ф. Соколов и филологи К. Я. Любегиль, П. В. Никитин, В. К. Ернштедт. Под влиянием Соколова в научной деятельности часто прибегал к эпиграфическому материалу. После окончания университета не сумел попасть в заграничную командировку из-за необходимости содержания семьи.
В 1898 году защитил магистерскую диссертацию, в 1903 году — докторскую.
В 1904—1927 годах — профессор кафедры греческой словесности университета (среди его учеников — переводчик и поэт А. Н. Егунов); читал лекции по истории искусства в Академии художеств и редактировал отдел классической филологии в «Журнале Министерства народного просвещения». Также в разное время был учёным секретарём историко-филологического факультета, проректором университета и деканом факультета, а в 1919 году некоторое время был ректором университета.
В конце 1920-х годов был подвергнут травле. В 1927 году уволен из университета как «социально неподходящий элемент», через два года подвергся гонениям в рамках наступления на старые научные кадры, после чего занял более лояльную позицию, написав работу, отвечающую требованиям официальной идеологии («Последний Перисад и скифское восстание на Босфоре», 1932—1933).
Научно-литературная деятельность Жебелёва была направлена главным образом на изучение политической истории Древней Греции, преимущественно начиная с конца III века до н. э.; этому посвящены магистерская и докторская его диссертации: «Из истории Афин, 229—31 гг. до Р. Хр.» (СПб., 1898) и «Άχαικά: В области древностей провинции Ахайи» (СПб., 1903). В магистерской диссертации Жебелёв восстановил список афинских архонтов эпохи позднего эллинизма, а в докторской подверг пересмотру политику Рима в Греции. В 1897 году опубликовал работу «Религиозное врачевание в древней Греции». К другой области специальных занятий Жебелёва — истории древнего искусства — относится его исследование его «Пантикапейские Ниобиды» (СПб., 1901), посвящённое описанию терракотовых фигур Ниобид из Керчи. Статьи и рецензии Жебелёва печатались преимущественно в «Журнале Министерства народного просвещения», «Филологическом Обозрении» и «Записках Императорского Русского археологического общества» (в последнем он состоял секретарём отделения классической и византийской археологии).
Автор переводов античных писателей (Аристотель, Платон, Аппиан). В 1915 году издал пересмотренный перевод Мищенко «Истории» Фукидида. Также редактировал переводы учебной и научной литературы с современных языков — в частности, были изданы «Греческая история» Р. Пёльмана (1910) и «История греческой литературы» А. и М. Круазе (1912). В 1922 и 1923 гг., учитывая спрос и необходимость заменить старые «неправильные» книги, им в двух частях, одинаково по 120 страниц, был опубликован «Древний Рим» — соотв. ч. 1 «Республика» и ч. 2 «Империя», популярно написанные.
С 1919 года — в Государственной Академии истории материальной культуры (с 1937 года — Институт истории материальной культуры АН СССР), где руководил изучением античного периода истории Северного Причерноморья (его труды в этой области были изданы посмертно в 1953 году).
Автор около 300 научных трудов в области истории, археологии, истории древнего искусства, классической филологии, эпиграфики. Изучал историю Древней Греции эллинистического и римского периодов, историю раннего христианства.
Осенью 1941 года Жебелёв остался в блокадном Ленинграде, где возглавлял оставшуюся в городе Комиссию Президиума АН СССР по делам ленинградских учреждений.
Умер от истощения 28 декабря 1941 года. Похоронен на Литераторских мостках Волковского православного кладбища Санкт-Петербурга на участке академиков.

## Память
В честь С. А. Жебелёва историческим факультетом СПбГУ и Центром антиковедения СПбГУ с 1997 года ежегодно проводятся «Жебелёвские чтения» — международная конференция по истории Античности.

## Основные труды
- Религиозное врачевание в древней Греции. — СПб.: Тип. И. Н. Скороходова, 1893. — 63 с.
- Из истории Афин, 229—31 гг. до Р. Хр. — СПб., 1898.
- Пантикапейские Ниобиды // Материалы по археологии России. СПб., 1901. № 24.
- Άχαικά: В области древностей провинции Ахайи. СПб., 1903.
- Греческая политическая литература и «Политика» Аристотеля // Аристотель. Политика. Пер., пред., ком. С. А. Жебелёва. М., 1911.
- Введение в археологию. Ч. 1: История археологического знания.— Пг.: Наука и школа, 1923. — 199 с.
- Введение в археологию. Ч. 2: Теория и практика археологического знания.— Пг.: Наука и школа, 1923. — 172 с.
- Боспорские этюды, 1934
- Маврикий (Стратег). Известие о славянах VI—VII вв. // Исторический архив. М. — Л., 1939. Т. 2. С. 33-37.
- Северное Причерноморье: Исследования и статьи по истории Северного Причерноморья античной эпохи / Акад. наук СССР. Ин-т истории. — Москва; Ленинград: Изд-во Акад. наук СССР, 1953. — 388 с.
- Русское археологическое общество за третью четверть века своего существования: 1897—1921. Исторический очерк. Приложение: Биобиблиографический словарь членов РАО (1846—1924) / Сост. и отв. ред. И. В. Тункина. — (Ad Fontes. Материалы и исследования по истории науки. Supplementum 5). — М.: Индрик, 2017. — 672 с.